# Kostel svatého Jana Evangelisty (Zahořany)
Kostel svatého Jana Evangelisty je římskokatolický kostel zasvěcený svatému Janu Evangelistovi v Zahořanech v okrese Chomutov. Od roku 1963 je chráněn jako kulturní památka. Kostel stojí ve středu vesnice mezi rybníkem a zemědělským dvorem.

## Historie

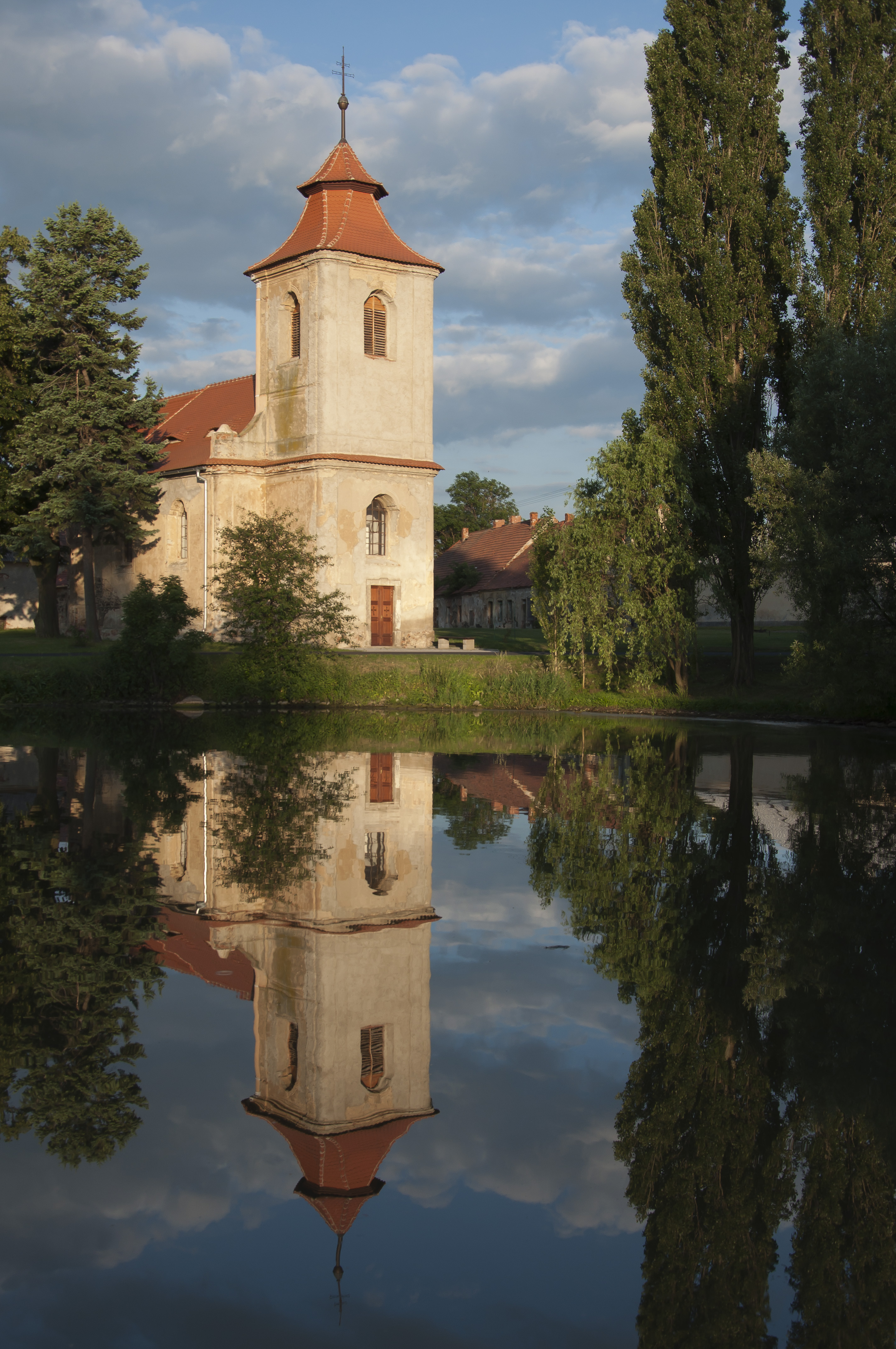
Průčelí kostela v Zahořanech

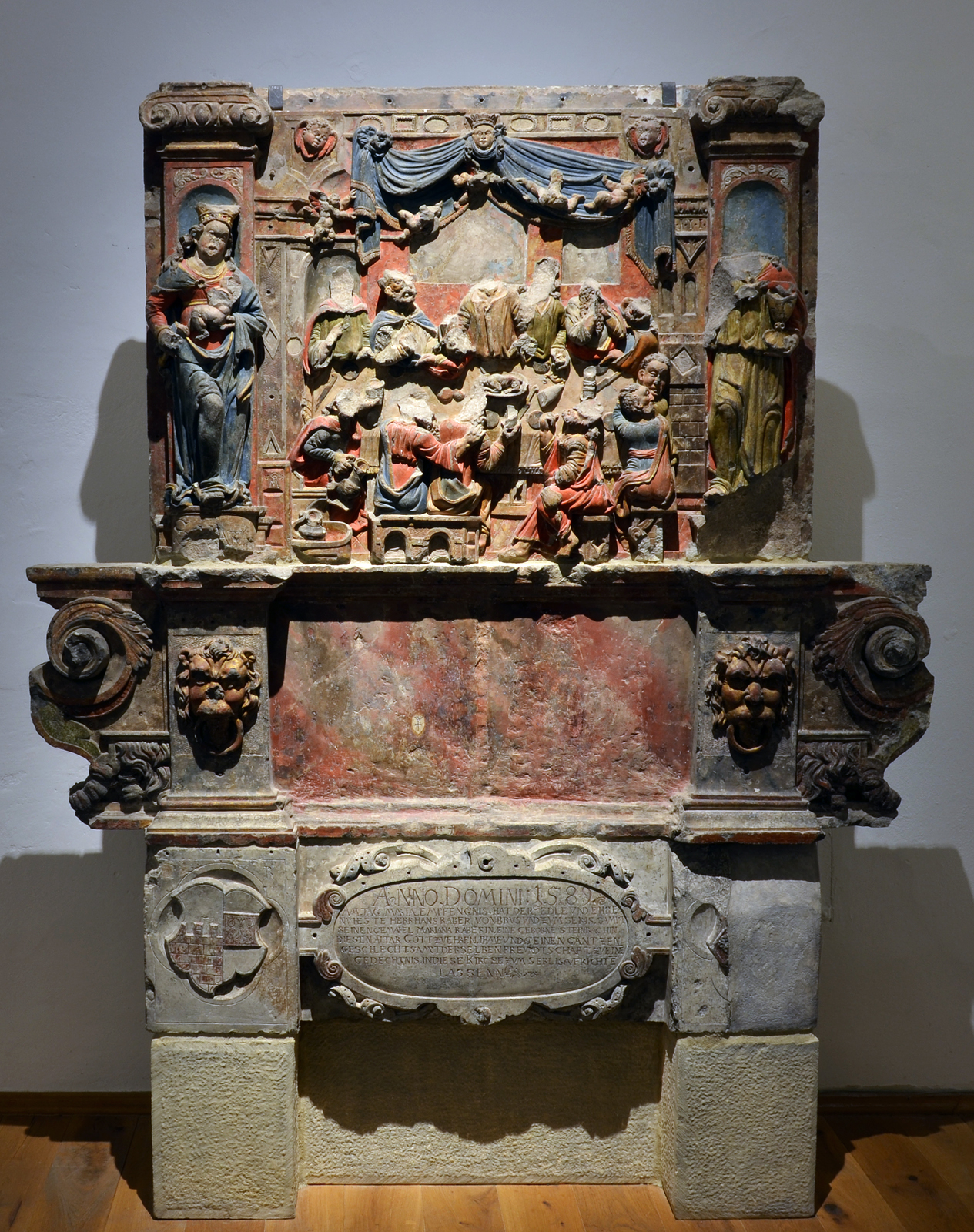
Zahořanský oltář vystavený v Oblastním muzeu v Chomutově

Farní kostel v Zahořanech je poprvé zmiňován roku 1367, kdy platil vysoký papežský desátek (24 grošů). Během husitských válek byl poškozen, ale Raberové z Brus ho nechali opravit. V roce 1589 do něj nechal majitel panství, Jan Raber, postavit renesanční oltář vytesaný kadaňským sochařem Jörgem Mayerem z kojetínského pískovce. Kostel jako jediná stavba ve vesnici přečkal třicetiletou válku. Obnovy se vesnice dočkala až v šedesátých letech 17. století, i když samotný kostel byl barokně přestavěn už v roce 1743 a věž postavil stavitel J. Siegl v roce 1754. V roce 2001 byl kostel s propadlou střechou v havarijním stavu.
Až do roku 1616 u kostela býval hřbitov. Poté byl přestěhován k cestě do Radonic a pohřbíváni na něm byli také zemřelí z Blova, Vinařů a Vidolic.
Renesanční oltář byl ve druhé polovině 19. století na pokyn knížete Josefa Lobkovice převezen do vintířovského zámku, na jehož půdě byl objeven až v roce 1989. V roce 1997 o něm vznikl dokument České Televize Lapidárium: Příběh kamenného oltáře a od dva roky později byl sochařkou Hanou Forstovou zrekonstruován.

## Popis
Kostel má jednoduchou obdélnou loď s polygonálním presbytářem orientovaným na východ. Před západní průčelí byla přistavěna věž. Uvnitř býval hlavní portálový oltář z roku 1754 od sochaře J. J. Beyera a truhláře A. Steinera. Oltář byl upraven v roce 1821 a v roce 1867 do něj byl vsazen nový obraz od Františka Čermáka. Kromě něj v kostele byl také boční oltář svatého Vojtěcha a kazatelna z roku 1756, kterou společně vytvořili A. Steiner a Jakub Eberle.